# Porta di San Benedetto
Porta di San Benedetto è stata una porta della città di Ferrara posta sulla cinta muraria nel XVII secolo.

## Storia

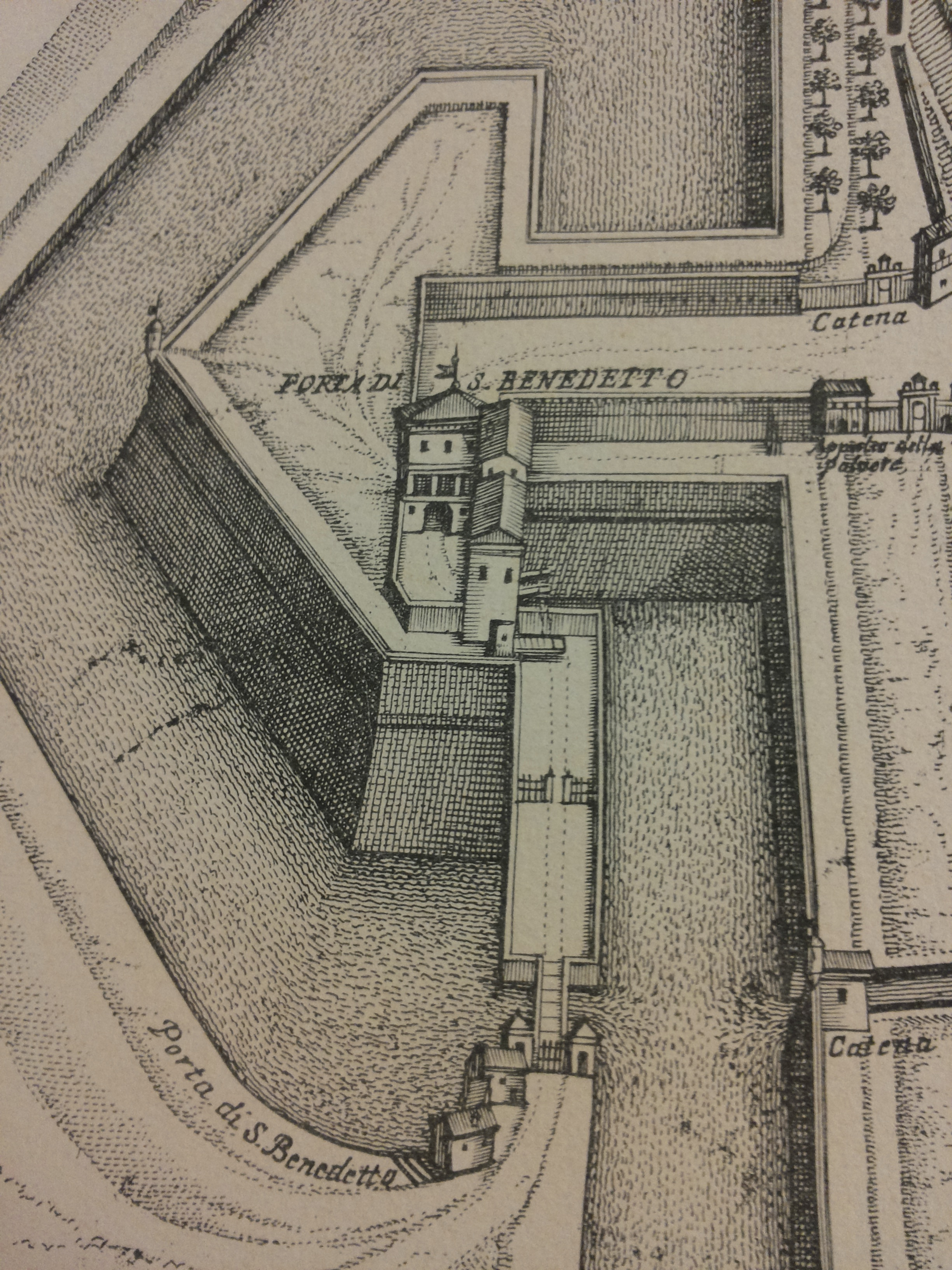
Porta di San Benedetto nell'incisione di Andrea Bolzoni.

Quando a Ferrara venne realizzata l'Addizione Erculea per volontà di Ercole I d'Este, affidata all'architetto di corte Biagio Rossetti, l'antica via dei Prioni divenne uno degli assi stradali più importanti e caratterizzanti dell'opera urbanistica. Via dei Prioni in seguito venne suddivisa in tre segmenti che non ne spezzarono tuttavia l'unità progettuale. Da ovest ad est tali tratti sono: corso Porta Po, corso Biagio Rossetti e corso Porta Mare.
L'estremo di corso Porta Po, subito dopo l'ampliamento realizzato con l'addizione, fu protetto sulla cinta muraria da un grande baluardo, il baluardo di San Benedetto, che aveva, col rivellino posto all'esterno delle mura, anche il compito di sorvegliare l'accesso in città attraverso la porta di San Benedetto. Fu col ducato di Alfonso I d'Este che vennero realizzate tali opere di difesa perché il nuovo duca provava meno interesse per l'aspetto urbanistico e privilegiava invece quello militare, e in tutto il tratto delle mura da questa porta sino al torrione del Barco e poi alla successiva porta degli Angeli la parte in muratura fortificata venne separata dal terrapieno interno da un fossato. Alfonso rese Ferrara, in tal modo, una città tra le meglio difese del tempo, in grado di resistere ad assedi prolungati anche con una guarnigione non eccessiva. All'esterno della porta fu a lungo presente un'area usata come giardino.
La demolizione della porta e del baluardo col rivellino avvennero a partire dal 1846 e, al loro posto, verso la fine del XIX secolo nacquero le barriere per il dazio poste all'inizio di corso Porta Po e di viale Cavour. Dopo i forti danneggiamenti subiti in tutta l'area, che si trova a breve distanza dalla stazione ferroviaria cittadina, le antiche barriere vennero demolite ed al loro posto vennero edificati, negli anni cinquanta, grandi edifici per uso abitativo che da allora dominano l'accesso cittadino da ovest.

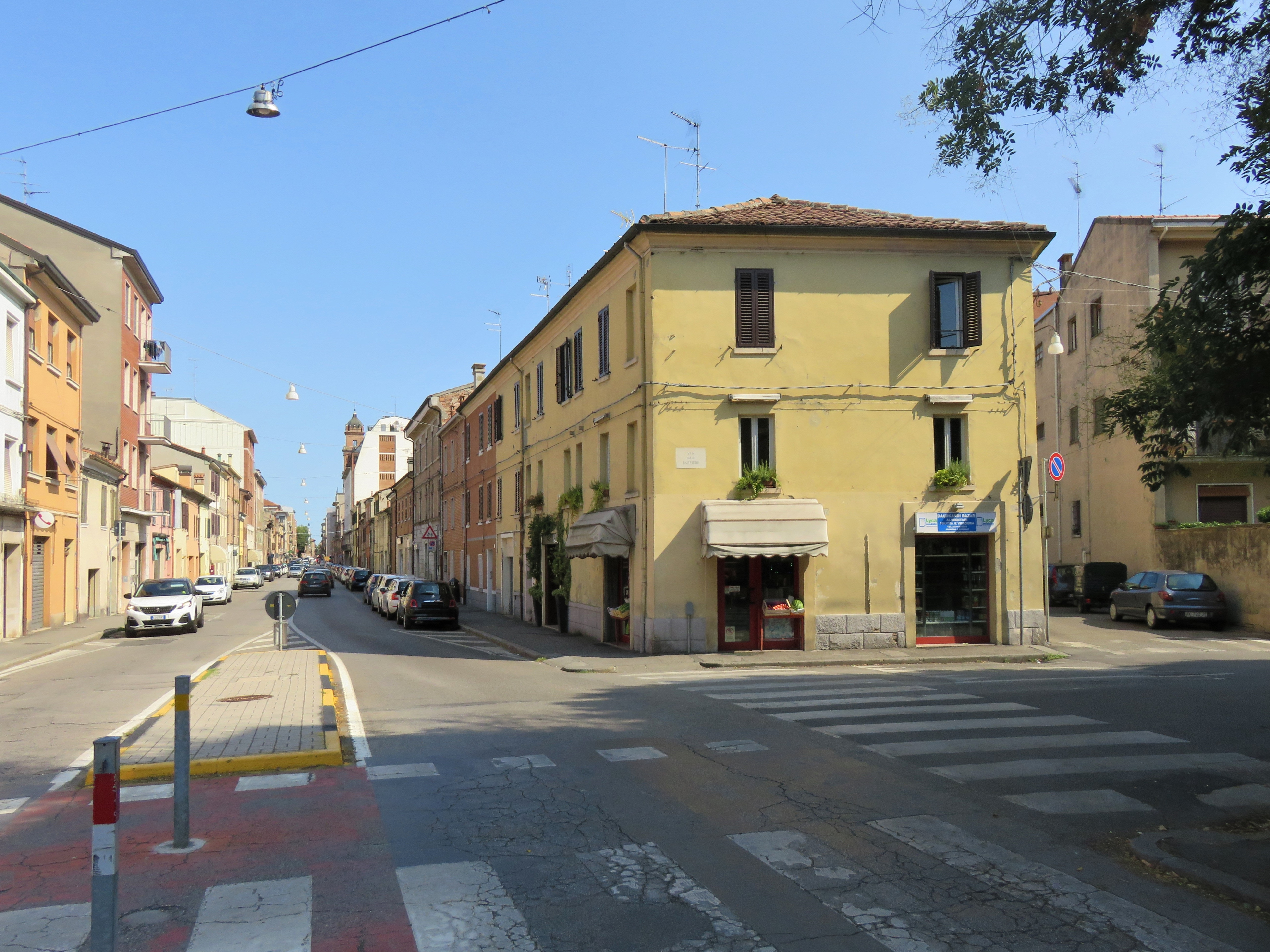
Come appare dagli ultimi anni del XX secolo l'inizio di corso Porta Po, dove un tempo si trovava la Porta di San Benedetto. Il campanile della chiesa si vede sullo sfondo.

### Origini del nome
La chiesa di San Benedetto venne edificata sull'antica via dei Prioni nel 1496, e da quel momento la porta ed il baluardo posto a sua difesa portarono tale nome sino a quando, dopo il periodo napoleonico, la zona si iniziò a chiamare Porta Po. Questo avvenne anche per altre porte in città, come Porta Reno, Porta Romana e Porta Mare, e questo per eliminare ogni riferimento religioso nei nomi geografici per precisa disposizione napoleonica.

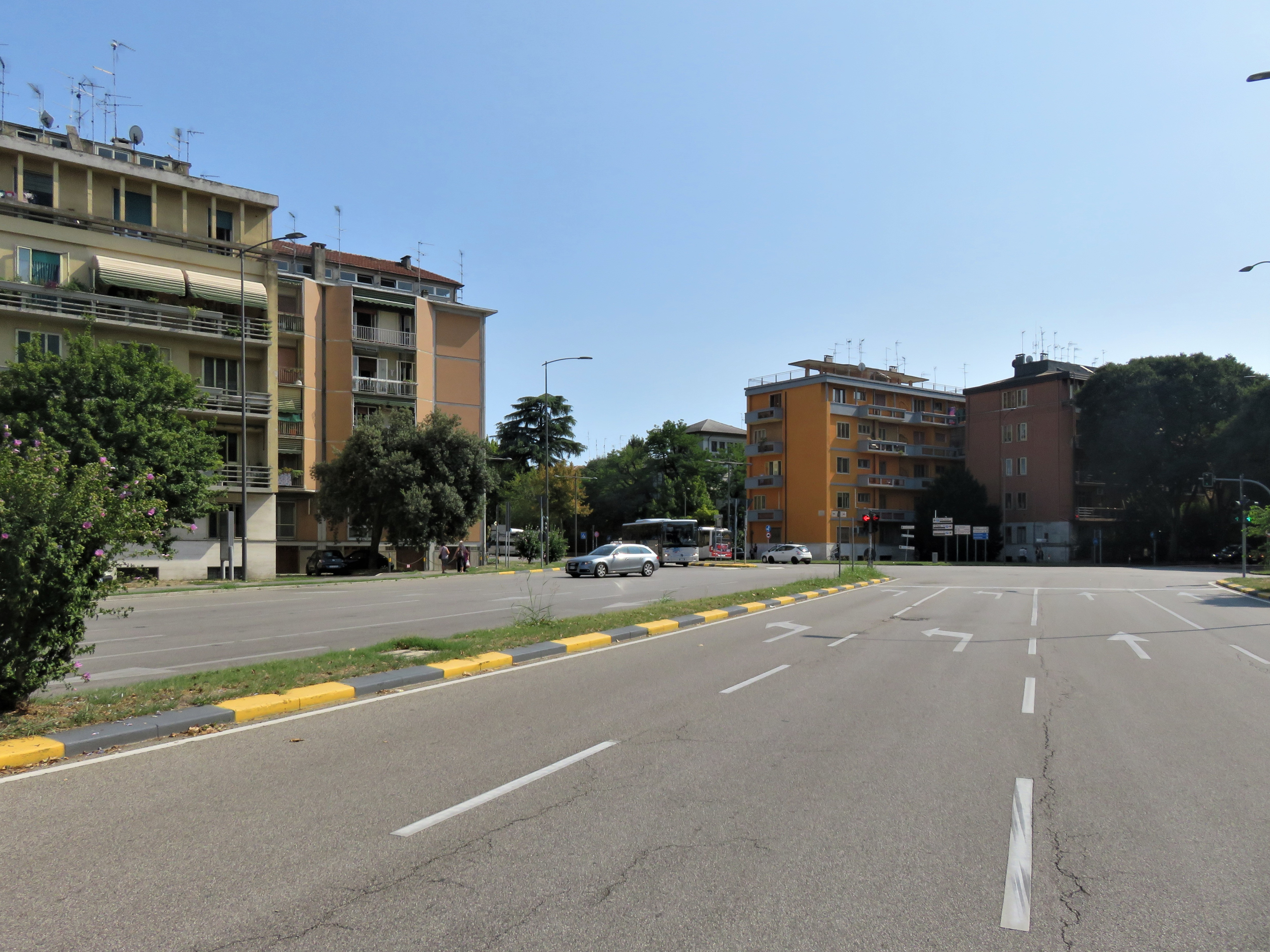
Aspetto recente dell'area, oggetto di grandi interventi edilizi a partire dagli anni cinquanta.

## Descrizione
L'aspetto della porta e del baluardo a sua difesa assunsero una forma definitiva attorno al 1521 con le modifiche introdotte da Sebastiano Bonmartini. Davanti al baluardo, simile a quelli presenti in altri punti delle fortificazioni cittadine, stava anche un rivellino dalla base triangolare, e tale struttura rispondeva alle più moderne concezioni di difesa rinascimentale.
All'esterno e all'interno della porta vi erano spazi destinati a giardino come la Cedrara (Delizia estense ormai scomparsa) con piante di cedro ben protette dai venti freddi da mura di grande altezza. A breve distanza poi c'era la Delizia di Belvedere, poi distrutta con la demolizione anche di Castel Tedaldo per la costruzione della fortezza papale realizzata nel 1618.

### Situazione
Dell'antica porta e del baluardo non restano più tracce poiché nel secondo dopoguerra del XX secolo l'intera area è stata oggetto di enormi cambiamenti sia sul piano viario sia su quello urbanistico, con l'edificazione di grandi palazzi moderni.